# Велике прибирання на Сонці
«Велике прибирання на Сонці» (англ. Sunspot Purge) — науково-фантастичне оповідання Кліффорда Сімака, вперше опубліковане журналом «Astounding Science Fiction» в листопаді 1940 року.

## Сюжет
У 1950 році власник газети «Глобус» улещував професора Амброуза Акермана, винахідника машини часу, в той час коли всі інші газети з нього насміхались, і врешті домігся від нього дозволу на її використання співробітниками газети. Першими мандрівниками були назначені репортер Майкл Гамільтон та фотограф Герб Гардінг. Їхнім завданням було розвідати новини майбутнього і написати про них, щоб покращити становище «Глобуса» відносно конкуруючої газети «Стандарт».
Гамільтон саме обговорював з науковим редактором Біллі Ларсоном, вплив кількості плям на Сонці на діяльність людини. Ларсон згадував дослідження Чижевського про зв'язок активності на фронтах Першої світової війни з появою великих плям.
Тогочасні вчені схилялись до думки, що періоди збудження народних мас і економічного процвітання прямо залежать від числа Вольфа.
Перед мандрівкою Гамільтон зловив недобру посмішку Джеймса Лангера — репортера із конкуруючого «Стандарта» та помітив збентеження охоронця машини.
Перемістившись на 500 років в майбутнє вони побачили своє місто запустілим. Їх зустрів його єдиний житель схожий на одного з піонерів Заходу Деніела Буна. Відшукавши у порожній редакції «Глобуса» число за 14 вересня 2143, мандрівники дізнались про економічну кризу і масові заворушення, що призвели до занепаду цивілізації.
Знайшовши бінокль, вони побачили повну відсутність плям на Сонці.
В найстаршому із знайдених примірників від 16 квітня 1985 вони прочитали, що Джеймс Лангер в 1951 році був засуджений за навмисне псування машини, на якій вони подорожували. Він зіпсував налаштування для переміщення в минуле, що унеможливлювало їхнє повернення.
Цей злочин призвів до смерті творця машини доктора Акермана і прийняття Конгресом закона, що забороняв подальші дослідження подорожей в часі.
Гамільтон згадав, як бачив, що Герб напередодні подорожі пиячив із Джиммі.
В надії знайти більш розвинуте суспільство, мандрівники здійснили декілька стрибків по 500 років вперед, але люди там геть здичавіли і врешті вимерли.
Так сонячні плями відправили людство, яке у 1950 році вважало себе всемогутнім, на смітник історії.